# Эритрейская национальная футбольная федерация
Эритре́йская национа́льная футбо́льная федера́ция (ЭНФФ) (англ. Eritrean National Football Federation (E.N.F.F.)) — организация, осуществляющая контроль и управление футболом в Эритрее. Располагается в столице государства — Асмэре. ФИФА считает датой основания ЭНФФ 1996 год, однако уже в 1994 году Эритрея вступила в КЕСАФА, а в КАФ и в ФИФА страна была принята в 1998 году. Федерация организует деятельность и управляет национальными сборными по футболу (мужской, женской, молодёжными). Под эгидой федерации проводится чемпионат страны и многие другие соревнования.